# Roser Matheu i Sadó
Roser Matheu i Sadó (Barcelona, 12 de maig de 1892 - 24 de desembre de 1985) fou una poeta, escriptora, biògrafa i pintora, filla del també poeta i editor Francesc Matheu i Fornells i de Joaquima Sadó. Va publicar la biografia del seu pare, Vida i obra de Francesc Matheu, Barcelona, 1971, i la del seu marit, Notes biogràfiques d'Antoni Gallardo i Garriga, Barcelona, 1962. També va treballar sobre la poesia popular i va compondre algunes obres.

## Biografia
Es formà a l'Institut de Cultura i Biblioteca Popular de la Dona de Barcelona. De ben jove, començà a escriure i a col·laborar en diverses publicacions periòdiques, com Claror, Marinada, De tots colors, Feminal, La Publicitat, La Veu de Catalunya, El Dia (Terrassa) i La Dona Catalana, entre d'altres.
En poesia, guanyà diversos premis literaris: el 1923 a Sarrià (Barcelona); el 1932 guanyà la Flor Natural als Jocs Florals de Barcelona; el 1933, a Barcelona i Girona i el 1934 a Terrassa i Sants (Barcelona). Publicà el seu primer poemari, La carena (1933), però anteriorment, ja havia publicat Poesies en Lectura Popular, el 1918. Posteriorment, l'obra poètica que va anar donant a conèixer va ser: Cançons de setembre (1936), Poemes a la filla (1949) i Poema de la fam (1952). Deixà sense publicar diversos reculls poètics i treballs d'investigació. Alguns textos inèdits s'editaren en Miscel·lània poètica (1982).
Com a investigadora treballà en la biografia del seu pare. El resultat va ser el llibre Vida i obra de Francesc Matheu (1971). També retratà Dolors Monserdà, Montserrat Garriga, Francesca Bonnemaison i Palmira Jaquetti en el llibre Quatre dones catalanes (1972), i va treure a la llum, amb diversos col·laboradors, la primera antologia de poesia femenina en català, que abraça des de l'edat mitjana fins al 1975, sota el títol Les cinc branques: poesia femenina catalana (1975). També s'interessà pel Roser de maig, sobre el qual desenvolupà una llarga investigació que mai no va arribar a publicar.
Com a pintora consta que va participar en l'Exposició d'Art al Palau de Belles Arts l'any 1920, que organitzava la Junta Municipal d'Exposicions de Barcelona.
El 1921 es casà amb l'enginyer, arqueòleg i compositor Antoni Gallardo i Garriga. A partir de llavors va començar a signar amb el nom Roser Matheu de Gallardo. Amb el seu marit, recuperà cançons populars i les difongué en diverses conferències que va pronunciar. Sobre el seu marit escrigué Notes biogràfiques d'Antoni Gallardo i Garriga (1962).

## Fons personal
El fons personal de Roser Matheu, que inclou textos publicats i inèdits, correspondència i una important col·lecció de partitures, es custodia a la Biblioteca de Catalunya. També es conserva documentació notarial i textos inèdits a l'Arxiu Històric de la Ciutat de Barcelona. A l'Arxiu Fotogràfic de Barcelona, es guarda un àlbum amb un reportatge gràfic de les instal·lacions i les activitats que es realitzaven a La Academia Femenina del Hogar de Barcelona, així com retrats de grup de personatges del món de la literatura que recullen moments puntals, com un viatge d'Àngel Guimerà i els seus amics a Santes Creus o els Jocs Florals celebrats a Montserrat.
La documentació personal de Roser Matheu i Sadó que es conserva a l'Arxiu Històric de la Ciutat de Barcelona està integrada per 140 documents, dels quals 127 estan relacionats amb la família Matheu i només 13 corresponen estrictament a Roser Matheu. Sota l'epígraf Antecedents familiars es relacionen els documents principalment notarials, però també eclesiàstics, de crèdit, de compravenda, etc., dels avantpassats de Roser Matheu, amb un marc cronològic comprès entre 1818 i 1911. La segona part, textos inèdits de Roser Matheu, aplega un conjunt de 13 títols corresponents al mateix nombre d'obres poètiques inèdites (excepte "Malena", esbós d'un poema) de l'autora. Aquest fons, llegat Roser Matheu, vídua de Gallardo, va ingressar a l'Arxiu Històric de la Ciutat el 22 de desembre de 1981.

## Obra

### Poesies presentades alsJocs Florals de Barcelona[9]
- De la altura, 1920
- Del meu fill, 1924
- El brollador, 1926
- Les ombres, 1928
- Estances a sant Josep, 1930
- Tríptic de la cançó, 1930
- Figures del camí, 1932, premi de la Flor Natural
- Sonets de dolor, 1932
- Amoroses, 1932
- Balades, 1934
- Murmuradors, 1934
- A Barcelona, 1934

### Poesies publicades[10]
- Poesies (Barcelona: Lectura popular: biblioteca d'autors catalans, Ilustració Catalana, 1921)
- La Carena (Barcelona: Publicacions de La Revista, 119, La Revista, 1933)
- Cançons de setembre (Barcelona: Publicacions de La Revista, 138, La Revista, 1936)
- Poemes a la filla (Barcelona: Col·lecció Torrell de Reus, Arca, 1949)
- Poema de la fam (Barcelona: Publicacions de La Revista, Segona sèrie, 9, Barcino, 1952)
- Poesies [Pròleg de Pere Bohigas] (Barcelona: Fundació Salvador Vives Casajuana, 1982)

### Assaig[10]
- El Nimbre florit: conferència en homenatge a Maria Ponsà donada al local social el 30 de març de 1953 (Barcelona, Amics dels Jardins, 1953)
- Vida i obra de Francesc Matheu (Barcelona: Fundació Salvador Vives Casajuana, 1971)
- «Introducció» (dins Dolors Monserdà, La Fabricanta [4a ed.]. Barcelona: Biblioteca Selecta 461, Selecta, 1972)
- Quatre dones catalanes (Barcelona: Publicacions de la Fundació Salvador Vives Casajuana; 18, Cochs, 1972)

### Composicions musicals
- El camí. Acompanyament de Lluís M. Millet
- Non-non. Lletra i música: R. Matheu; harmonització: Jaume Portet Roma.
- Tinc Tinc: cançó amb gestos. Lletra i música: Roser Matheu ; harmonització: Jaume Portet Roma